# Scot Hay
Scot Hay is een buurtschap in het Verenigd Koninkrijk en onderdeel van het bestuurlijke gebied Newcastle-under-Lyme in het Engelse graafschap Staffordshire. Het ressorteert onder Audley Rural Parish Council en maakt deel uit van de conurbatie Stoke-on-Trent built-up area, bijgenaamd “The Potteries”.
Gelegen op een 212 meter hoog plateau in de heuvelachtige zuidelijke uitlopers van het Penninisch Gebergte, telt het ongeveer 500 inwoners. Het bevindt zich 5 kilometer westelijk van Newcastle-under-Lyme en wordt omringd door de plaatsen Alsagers Bank, Silverdale, Keele, Leycett en Halmerend.

Op enkele kilometers afstand is in de monumentale ‘Keele Hall’ de Keele Universiteit — met meer dan 12.000 studenten en 400 personeelsleden — gevestigd.

## Infrastructuur
De doorgaande wegen Crackley Lane en Leycett Road — die haaks op elkaar staan — vormen tezamen de hoofdverbinding tussen Silverdale en de oude nederzetting Audley. Hierlangs is het merendeel van de bebouwing van Scot Hay gegroepeerd. De Primitive Methodist chapel uit 1876 staat 40 meter westelijk van de karakteristieke K2 kiosk op de T-splitsing aan Leycett Road. Ten noorden van deze weg, links van de kruising waar Scot Hay Road in oostelijke richting afbuigt naar Alsagers Bank, liggen de ‘Padmore Hall cottages’.

Crackley Lane loopt van Scot Hay Road in Silverdale tot Leycett Road in de dorpskern. Aan de rechterkant hiervan — tussen de impasses Bankfield Grove en Church View, de enige andere woonstraten van het dorp — stond voorheen een kerkgebouw dat in de 20ste eeuw is gesloopt.

Een deel van de ten zuiden van het dorp gelegen Leycett Lane — tussen de kruising met Crackley Lane en ‘Pool End Farm’ — wordt eveneens tot Scot Hay gerekend.
Scot Hay ligt tussen knooppunten 15 en 16 van de M6 naar Birmingham en de grote steden in Noordwest-Engeland, zoals Manchester en Liverpool.

Voor verbinding naar bestemmingen via openbaar vervoer is er een busdienst van Audley richting het busstation van Newcastle-under-Lyme en het treinstation van Stoke-on-Trent vice versa, met binnen de bebouwde kom twee haltes in beide richtingen.

## Geschiedenis

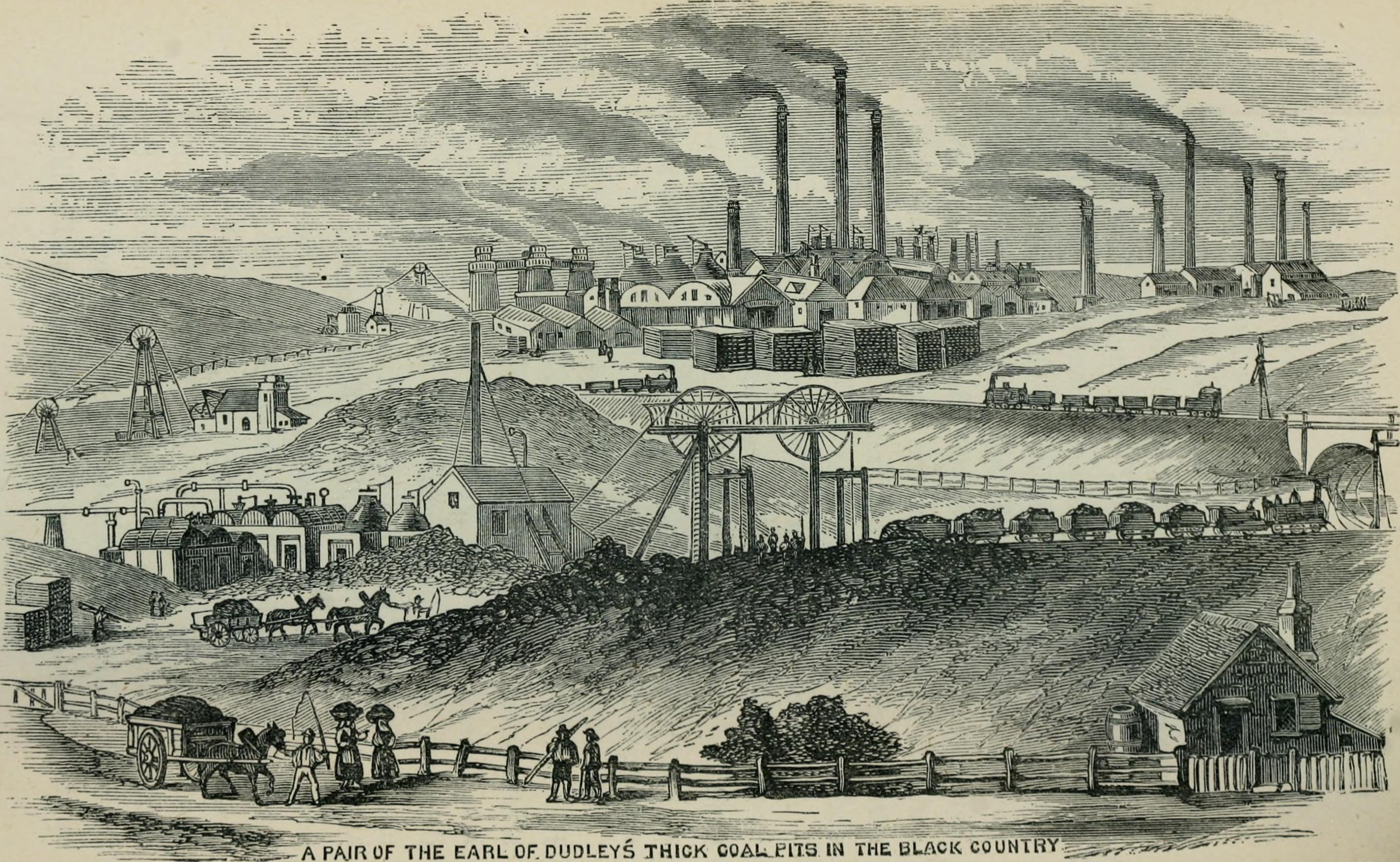
Black Country omstreeks 1870

De buurtschap heeft een historie die teruggaat tot de 12e eeuw. Het was van oorsprong een boerengemeenschap, die leefde van landbouw en wolproductie. Er zijn geen exacte gegevens van de ontstaansgeschiedenis van Scot Hay, in historische documenten komt het nauwelijks voor. De naam “Hay” verwijst naar een omheind gebied en “Scot” suggereert de naam van een persoon of familie.

De familie Sneyd — een oud en invloedrijk geslacht dat de meeste grond bezat — leverde een essentiële bijdrage aan de ontwikkeling van de infrastructuur van het gebied, waaronder mijnbouw.

### Mijnbouw
Vanaf de eerste helft van de 19de eeuw werd de streek in hoog tempo geüsurpeerd door grootschalige industriële mijnbouw. Het maakte deel uit van het zogenaamde “Black Country”, dat verwijst naar de rokende fabrieksschoorstenen ten tijde van de Industriële Revolutie. IJzererts en steenkool uit de plaatselijke bodem werden onder andere benut voor de staalproductie in de hoogovens van het nabijgelegen Apedale. Ook de vele keramiek-ovens van de porselein- en aardewerkindustrie in “The Potteries” — zoals Mintons Limited, Royal Doulton en Wedgwood —  werden gestookt met kolen die werden gedolven uit de diepe steenkoollagen rondom Scot Hay. De opkomst van mijnbouw, ijzer- en keramische industrie leidde tot een flinke bevolkingsgroei.
Tot de sluiting van de laatste kolenmijn — Silverdale Colliery — in 1998, werd Scot Hay vrijwel uitsluitend bewoond door mijnwerkers met hun gezinnen. De hardwerkende kompels, die vaak vanaf jonge leeftijd in de mijnen werkten, oefenden hun riskante en ongezonde functie uit voor een laag loon en maakten lange werkdagen. Vrouwen en zelfs kinderen, verrichtten zwaar werk in de industriële productie, gecombineerd met het huishouden.
 Frequent raakten mijnwerkers uit het dorp door gevaarlijke arbeidsomstandigheden invalide of kwamen bij een mijnramp om het leven. Notoir zijn de rampen van de Collieries van Apedale (1923), Holditch (1937), Leycett (1871,1879,1880), Silverdale (1870) en Sneyd (1942). Het grootste verlies aan mensenlevens in de mijnstreek vond plaats op 12 januari 1918, toen 156 mannen en jongens omkwamen bij de mijnramp van Minnie Pit.
Het moeizame bestaan zorgde voor een sterke verbondenheid onder de bevolking van Scot Hay. Collectieve factoren zoals onderlinge solidariteit, gezamenlijke trots, hechte familiebanden, gedeelde politieke overtuigingen en de gemeenschappelijke behoefte aan maatschappelijke vorming en groei, bevorderden sociale cohesie en leidden tot een bloeiend verenigingsleven.

### Mijnwerkersstaking 1984
Ik het kader van overheidsbeleid met gegarandeerde  volledige werkgelegenheid onder de Labour-regering van Clement Attlee was de Britse kolenindustrie sinds 1947 genationaliseerd. Mijnwerkersstakingen waren sinds 1926 niet meer voorgekomen en er heerste een betrekkelijke sociale rust in het dorp.

#### Toedracht
Toen vanaf eind jaren 60 de Britse economie werd getroffen als gevolg van stagflatie, gingen de mijnwerkers van Scot Hay in 1972 en 1974 in staking tegen de effecten ervan en eisten ter compensatie loonsverhoging.
In 1979 trad de conservatieve regering onder leiding van de neoliberale Margaret Thatcher aan, die de crisis te lijf ging. Haar doel was inflatiebestrijding, ook als dit ten koste ging van werkgelegenheid. De genationaliseerde kolenmijnen waren voor de overheid een grote kostenpost. De overheidssubsidie werd afgeknepen en tussen 1979 en 1981 gingen twee miljoen banen in de kolenmijnbouw van het land verloren.

Na een afgewende staking in 1981 kondigde de regering op 6 maart 1984 haar voornemen aan om nog twintig kolenmijnen te sluiten en voortaan goedkopere steenkool uit het buitenland te importeren. Naast een besparing op grondstofkosten zou dit volgens Thatchers adviseurs een "industrieel reserveleger" creëren, om de lonen te drukken. Door deze overheidsmaatregelen werd de bevolking van Scot Hay hard getroffen.

#### Verloop

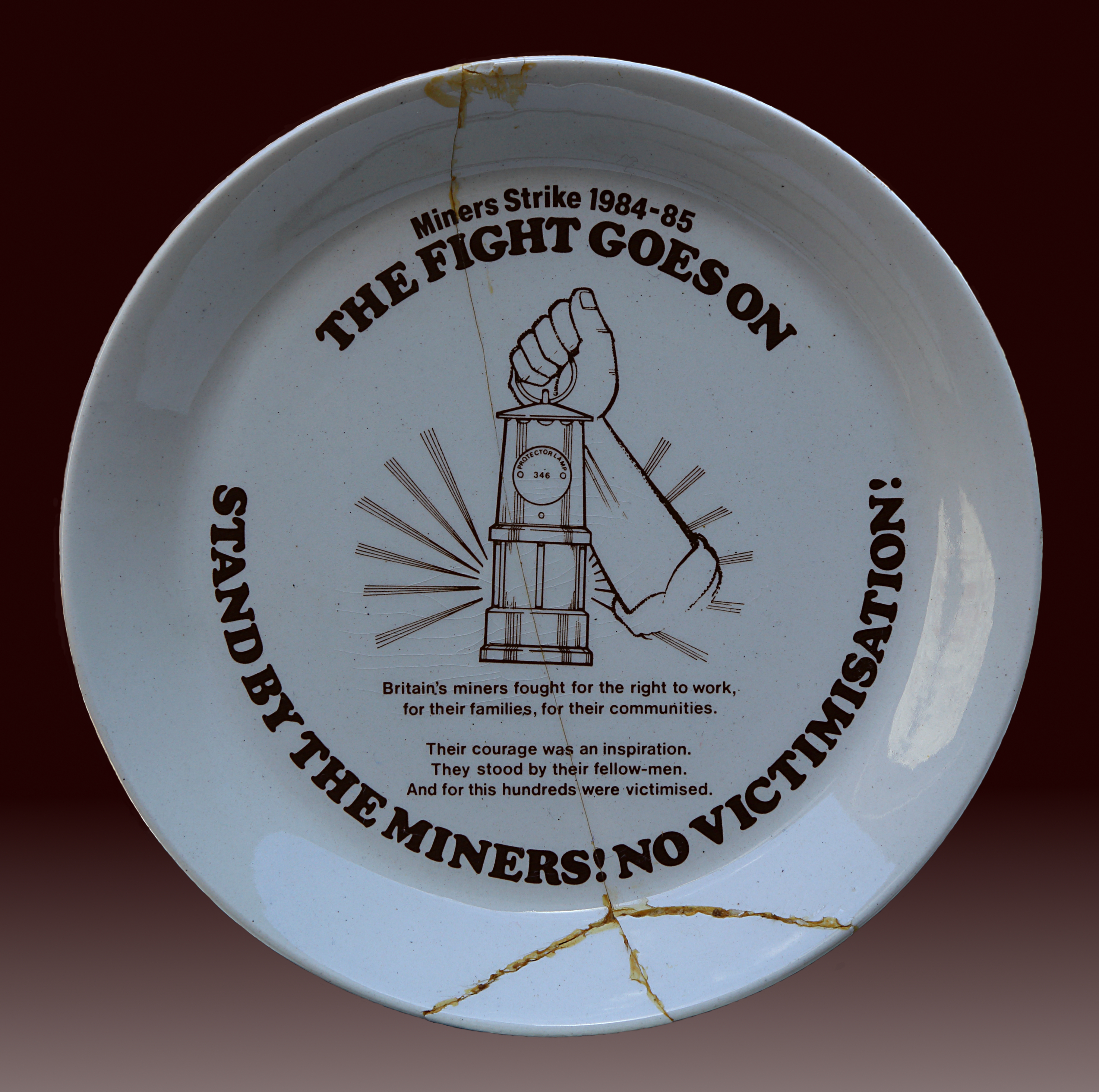
Herdenkingsbord van de mijnwerkersstaking (1984–85)

Na bekendmaking van de sluitingen braken er in Scot Hay en andere delen van het land massale stakingen uit die werden georganiseerd door de National Union of Mineworkers (NUM), onder leiding van Arthur Scargill.
Het kabinet verkondigde de opinie dat de NUM de markt beïnvloedde en de inflatiebestrijding in de weg zat. De Britse media deden er alles aan om de strijd te framen en schaarden zich volledig achter de retoriek van Thatcher.

De staking eindigde na een jaar, op 3 maart 1985, nadat de leden van de NUM instemden om het werk weer op te pakken. De nederlaag van de stakers reduceerde de macht van de Britse vakbeweging en werd beschouwd als een grote politieke overwinning voor Thatcher en de Conservative Party.

#### Gevolg
Het resterende deel van de Britse kolenindustrie werd in december 1994 geprivatiseerd onder de firmanaam UK Coal. Door het wegvallen van overheidssubsidie was de concurrentiepositie onhoudbaar en werd steenkool geïmporteerd uit lagelonenlanden, waarna bijna alle Britse mijnen sloten.

De sluiting van de mijnen had een grote sociale en economische impact op de bevolking van Scot Hay, die al generaties lang afhankelijk was van de mijnbouw en nu ander werk moest zien te vinden. In vergelijking met verschillende delen van Europa werd er nauwelijks alternatieve werkgelegenheid gerealiseerd en verliep de transitie minder soepel. Er waren wel pogingen om de economie te diversifiëren, maar de gemeenschap kampt nog altijd met de nasleep van de sluitingen. Gevolgen ervan, vooral met betrekking tot demografie, werkgelegenheid en welvaart, zijn nog steeds voelbaar.

## Natuurherstel

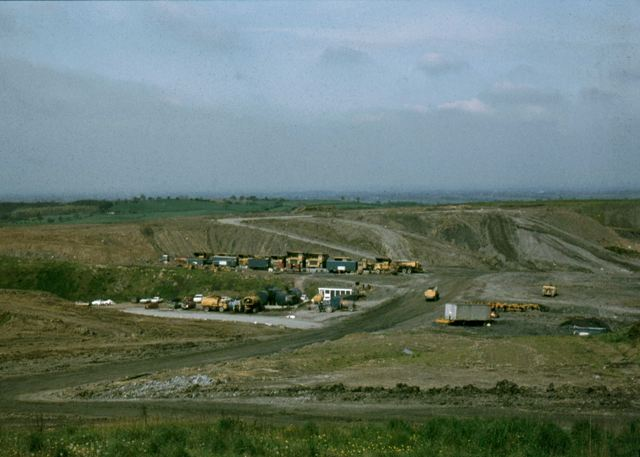
Dagbouw Hayes Wood Colliery in 1983, gezien vanaf Victory Fields

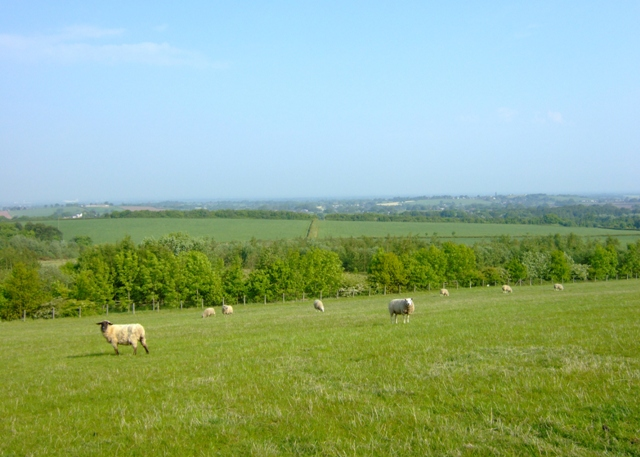
Hetzelfde uitzicht 25 jaar later, van Victory Fields op Bateswood Nature Reserve

Na de mijnsluitingen werd geïnvesteerd in landschapsrestauratie. De voormalige verlaten en gehavende mijnstreek rond Scot Hay bestond uit massale steenbergen, uitgestrekte en diepe groeven, giftige vuilnisbelten en een afgedankte industriële infrastructuur van opgebroken (spoor)wegen, gesloten fabrieken en sloppenwijken.

Het hele gebied werd zorgvuldig en op grote schaal gesaneerd en heringericht, gefinancierd door de Homes and Communities Agency (HCA) en met steun van het National Coalfields Program.  Het is getransformeerd in een divers en aantrekkelijk landschapspark van heuvels en dalen, met bossen, velden, moerassen en waterpartijen en waar de natuur zich goed weet te herstellen.

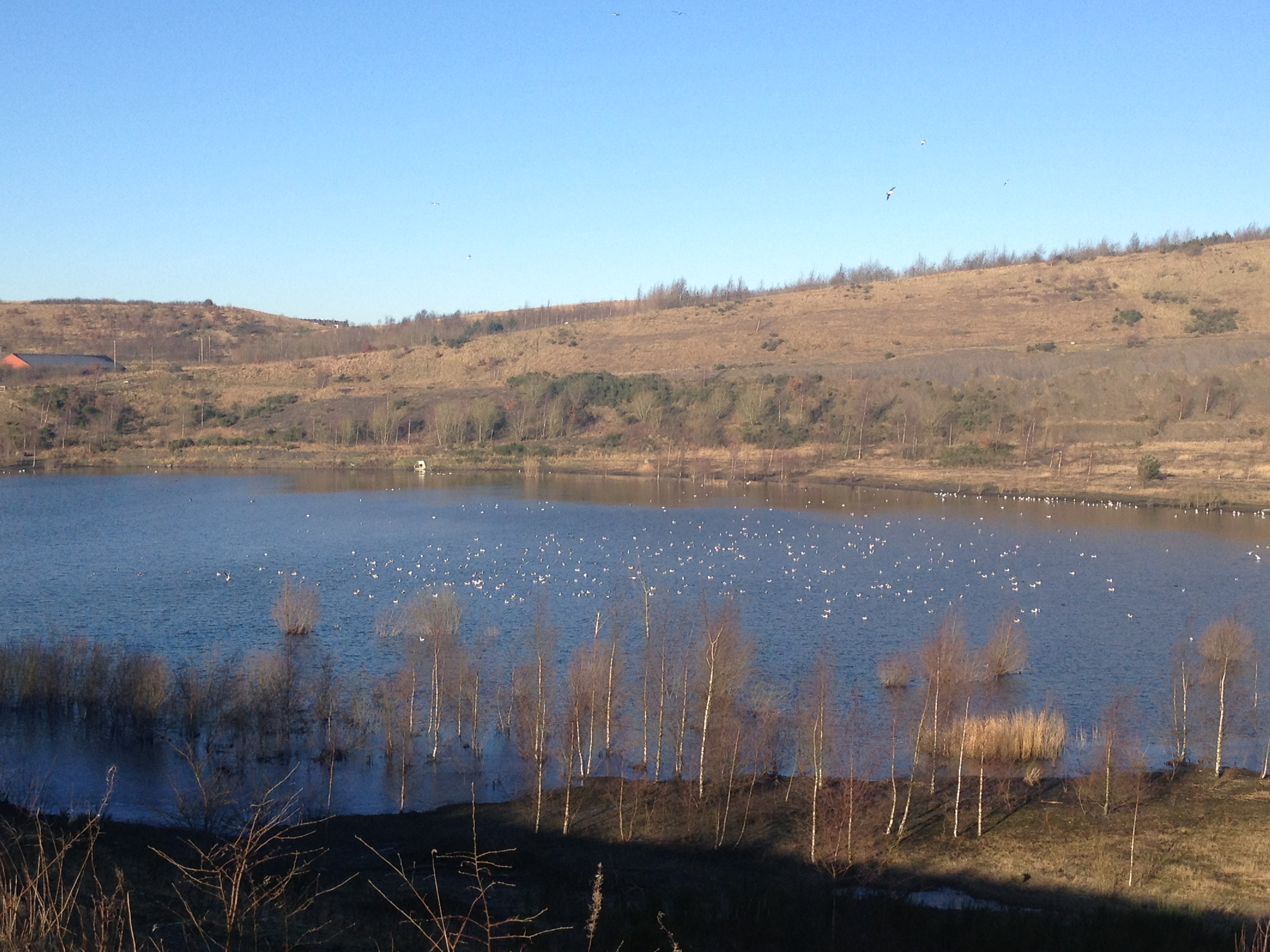
Silverdale Country Park

Ten oosten van het dorp bevindt zich op het terrein van de voormalige kolenmijn het 83 hectare grote Silverdale Country Park, dat geliefd is bij de populatie weide- en watervogels, zoals kieviten en plevieren. Het park is door de autoriteiten aangewezen als ‘Site of Biological Importance’ (SBI), een reservaat van biologisch belang als habitat voor wildlife.
In het westen bij de Podmore Woods — op de locatie van de oude Hayes Wood Colliery — ligt thans het Bateswood Nature Reserve. Dit natuurgebied van 25 hectare is onder meer een toevluchtsoord voor leeuweriken.

De kleine poelen en natte, moerassige delen van dit reservaat bieden onderdak aan een veelheid van soorten insecten en amfibieën. Er zijn meer dan 13 soorten libellen geregistreerd en een van de poelen herbergt een kolonie grote kamsalamanders, een wettelijk beschermde, bedreigde diersoort.

## Sport en recreatie
Het plaatselijke cricketteam ‘Scot Hay Cricket Club’ speelt sinds 2016 — na afwezigheid van tien jaar — in de Stone & District Cricket League.
De club wordt ‘Trustees of the Scot Hay Miners’ genoemd en is fraai gelegen langs Victory Fields, aan het einde van de impasse van Leycett Road. Het vormt het sociale centrum van de gemeenschap en is opgericht toen de mijnbouw op zijn hoogtepunt was.
Naast dat de omgeving uiterst geschikt is voor hiking, vogelen, wielersport en paardrijden, kan er worden gegolfd op de range van Keele Golf Centre. Voor sportvissers is de even ten oosten gelegen ‘Victory Pool’ een gewilde stek.
Scot Hay ligt op ruim een half uur rijden van het Nationaal Park Peak District, het oudste nationale park van Engeland. Het heeft de status van beschermd landschap, met prachtig natuurschoon en schitterende vergezichten. Er zijn veel historische bezienswaardigheden en het bezit een uitgebreid netwerk van wandel- en fietspaden over heuvels en langs kloven. Het is tevens een trekpleister voor mountainbikers, bergklimmers en cavers.